# 毛利空桑
毛利 空桑（もうり くうそう、1797年2月11日（寛政9年1月15日） - 1884年（明治17年）12月22日）は、江戸時代末期から明治時代初期にかけて活躍した豊後国大分郡高田郷（現在の大分県大分市鶴崎）出身の儒学者、教育家、尊皇論者。名は倹、字は慎甫、通称は到。

## 略歴
1797年（寛政9年）に、熊本藩の飛び地であった豊後国大分郡高田郷常行で、熊本藩の藩医毛利太玄の第二子として生まれる。
14歳の時に、豊後国速見郡出身で高田郷で塾を開いていた脇蘭室に入門。文化10年（1813年）には、速見郡日出の帆足万里のもとで儒学を学び、後には熊本藩の藩校時習館、福岡藩の亀井昭陽にも学んだ。28歳で帰郷して、自宅と塾を建て、自宅を天勝堂、塾を知来館と称した。知来館の門弟は1,000人を超え、空桑が説いた尊皇思想は明治維新にも影響を与えた。吉田松陰や斉藤監物らも塾を訪れ、空桑と意見を交わしたと言われる。
明治17年（1884年）に88歳で没。旧宅及び塾跡、並びに、生誕地である鶴崎常行にある墓は、大分県の史跡に指定されている。また、1963年（昭和38年）に旧宅及び塾跡に隣接して建てられた遺品館は、1985年（昭和60年）に改築され、毛利空桑記念館として整備されている。
由布市（旧湯布院町）の由布院温泉にある金鱗湖は、水から跳ねる魚の鱗が夕日に照らされて金色に輝くのを見て、1884年（明治17年）に空桑が名付けたものと伝えられている。

## 親族
- 五男 毛利莫（衆議院議員）[1]